# مونتاغوي (كاليفورنيا)
مونتاغوي (بالإنجليزية: Montague)‏ هي إحدى مدن مقاطعة سيسكييوو، كاليفورنيا. تم إعطاءها لقب مدينة في 28 يناير، 1909.